# Tríptico del Calvario (Museo de Bellas Artes de Córdoba)
El Tríptico del Calvario es una obra pintada al óleo y témpera sobre lienzo, de autor desconocido y que data de mediados del siglo XVI. Se trata de un tríptico que narra en sus paneles tres escenas bíblicas: la oración en el huerto, la crucifixión de Jesús y cristo en la columna. El tríptico se encontraba originalmente en el Convento de Santa Clara y se conserva actualmente en el Museo de Bellas Artes de Córdoba.

## Descripción
En el primer panel, titulado Oración en el huerto, se muestra a Jesús rezando en el huerto de Getsemaní y a un ángel de pequeñas dimensiones en el cielo. Se encuentra acompañado de los apóstoles Santiago, San Juan y San Pedro, que aparecen en la parte inferior dormidos.
El panel central, titulado Calvario con Santa Catalina de Alejandría, se muestra a Jesús en la cruz. Se encuentra acompañado al pie de la cruz por María Magdalena de rodillas y abrazada a la cruz, María, San Juan orando de pie y Santa Catalina de Alejandría orando arrodillada.
En el tercer panel, titulado Cristo atado a la columna, aparece Jesús atado a una columna. Le acompañan el apóstol San Pedro, semiarrodillado y mirándole, y la imagen de un donante orando arrodillado, que se cree puede ser el archidiácono Miguel Díaz.